# ألفرد ميسون غراي الابن
ألفرد ميسون غراي الابن (بالإنجليزية: Alfred M. Gray, Jr.) هو ضابط أمريكي، ولد في 22 يونيو 1928 في كانساس سيتي في الولايات المتحدة.

## وصلات خارجية
- ألفرد ميسون غراي الابن على موقع إن إن دي بي (الإنجليزية)